# Tamandua tetradactyla
Tamandua tetradactyla là một loài động vật có vú trong họ Myrmecophagidae, bộ Pilosa. Loài này được Linnaeus mô tả năm 1758.
Đó là một động vật cô độc, được tìm thấy trong nhiều môi trường sống từ trưởng thành rừng xáo trộn thứ cấp và thảo nguyên khô cằn. Nó ăn kiến, mối, và ong. Móng vuốt mũi rất mạnh của nó có thể được sử dụng để phá vỡ tổ côn trùng hay tự vệ

## Hình ảnh

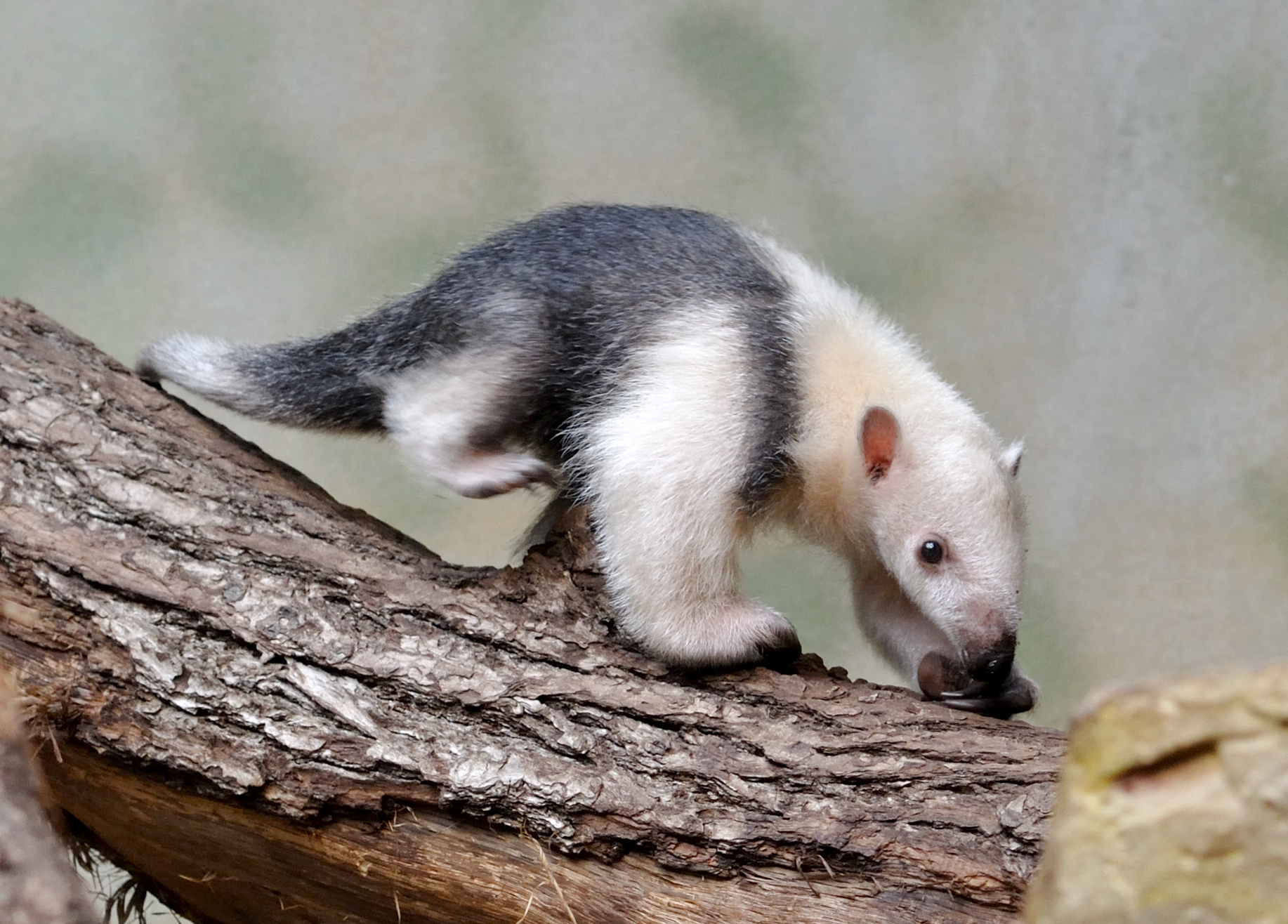
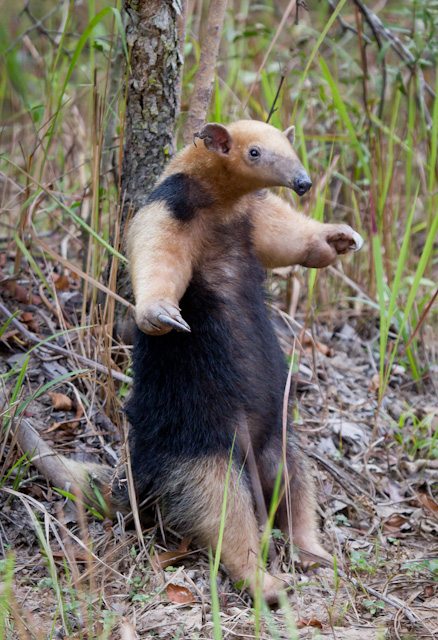
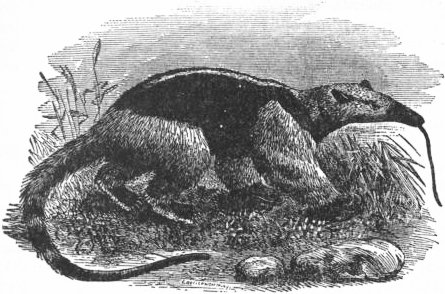
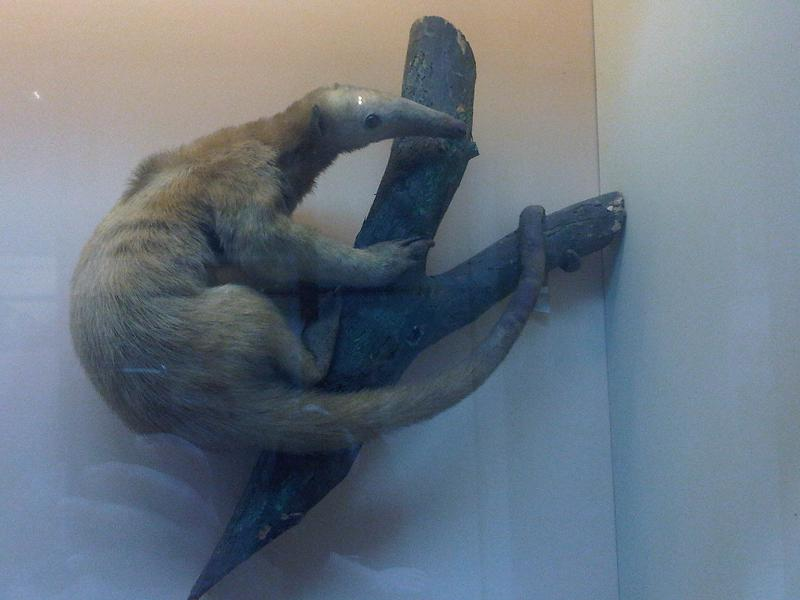

## Phân bố và môi trường sống
Loài này được tìm thấy ở Nam Mỹ từ Venezuela và Trinidad tới miền bắc Argentina, miền nam Brazil, Uruguay và ở độ cao 1.600 m (5.200 ft). Nó sống ở cả rừng ẩm ướt và khô